# American Soldier
| Оценки критиков      | Оценки критиков |
| Источник             | Оценка          |
| -------------------- | --------------- |
| About.com            | [ 1 ]           |
| Allmusic             | [ 2 ]           |
| antiMusic            | [ 3 ]           |
| Consequence of Sound | [ 4 ]           |
| Melodic.net          | [ 5 ]           |
| Record Collector     | [ 6 ]           |
| Sea of Tranquility   | [ 7 ]           |
| Sputnikmusic         | [ 8 ]           |

American Soldier — одиннадцатый студийный альбом группы Queensrÿche, вышедший 31 марта 2009 года. Альбом дебютировал на 25-й строчке в чарте Billboard 200. Как предполагает название, альбом повествует о жизни и опыте тех, кто служил или служит в Вооружённых Силах США.
После ухода Майка Стоуна альбом стал первым, записанным группой как квартет.

## Список композиций
| №                   | Название             | Автор(ы)                                    | Длительность |
| ------------------- | -------------------- | ------------------------------------------- | ------------ |
| 1.                  | «Sliver»             | Джейсон Слэйтер, Джефф Тейт                 | 3:09         |
| 2.                  | «Unafraid»           | Слэйтер, Тейт                               | 4:47         |
| 3.                  | «Hundred Mile Stare» | Келли Грэй, Тейт                            | 4:31         |
| 4.                  | «At 30,000 Ft»       | Слэйтер, Тейт                               | 5:11         |
| 5.                  | «A Dead Man's Words» | Слэйтер, Тейт                               | 6:35         |
| 6.                  | «The Killer»         | Слэйтер, Тейт                               | 5:26         |
| 7.                  | «Middle of Hell»     | Грэй, Дэймон Джонсон, Скотт Рокенфилд, Тейт | 5:28         |
| 8.                  | «If I Were King»     | Слэйтер, Тейт                               | 5:17         |
| 9.                  | «Man Down!»          | Грэй, Тейт                                  | 4:57         |
| 10.                 | «Remember Me»        | Слэйтер, Тейт                               | 5:00         |
| 11.                 | «Home Again»         | Грэй, Джонсон, Рокенфилд, Тейт              | 4:41         |
| 12.                 | «The Voice»          | Слэйтер, Тейт                               | 5:29         |
| Общая длительность: | Общая длительность:  | Общая длительность:                         | 60:31        |

## Участники записи
Участники группы
- Джефф Тейт — основной и бэк-вокал
- Майкл Уилтон — соло, ритм и акустическая гитары
- Эдди Джексон — бас-гитара
- Скотт Рокенфилд — ударные

Приглашённые гости
- Эмили Тейт — вокал на треке 11
- Джейсон Эймс — вокал на треках 1 и 8
- А.Дж. Фратто — вокал на треке 1
- Винсент Солано — вокал на треке 5
- Келли Грэй — гитара
- Дэймон Джонсон — гитара
- Рэнди Гейн — клавиши

## Позиции в чартах
| Год  | Чарт                          | Позиция |
| ---- | ----------------------------- | ------- |
| 2009 | Billboard 200 (USA)           | 25      |
| 2009 | Oricon Japanese Albums Charts | 39      |
| 2009 | German Albums Chart           | 65      |
| 2009 | Swiss Albums Chart            | 71      |
| 2009 | Dutch Albums Chart            | 100     |